# Nouveau parti Daichi
Le nouveau parti Daichi ou NPD (新党大地, Shintō Daichi), officiellement traduit en anglais New Party Daichi et également appelé New Party Big Earth (« Nouveau parti Grande Terre ») ou tout simplement Daichi (大地), est un mouvement politique japonais de centre droit, conservateur et régionaliste implanté à Hokkaidō et organisé autour de la personnalité de Muneo Suzuki. Il a été fondé le 18 août 2005 par ce dernier et ses partisans, pour la plupart dissidents du parti libéral-démocrate, afin d'assurer son retour à la Diète et de s'opposer à la privatisation de la poste japonaise voulue par le Premier ministre Jun'ichirō Koizumi, celui-ci ayant convoqué alors des élections anticipées après le rejet de son projet de loi par la Chambre des conseillers. Il disparaît le 28 décembre 2011 pour laisser la place à une nouvelle formation, élargie à des parlementaires dissidents du PDJ et du Nouveau parti Nippon et baptisée Vrai parti démocrate - Daichi.

## Formation
Trois ans après son départ forcé du PLD et de la Chambre des représentants à la suite de sa mise en examen pour suspicion de corruption en juin 2002,,, et après avoir renoncé à se représenter aux élections législatives de 2003 pour avoir dû subir alors une opération chirurgicale pour un cancer de l'estomac, l'ancien directeur de l'Agence de développement de Hokkaidō dans le gouvernement de Ryūtarō Hashimoto de 1997 à 1998 Muneo Suzuki revient sur le devant de la scène politique nationale en 2004. Échouant à sa faire élire à la Chambre des conseillers comme indépendant pour Hokkaidō en 2004, il fonde, après la décision du Premier ministre Jun'ichirō Koizumi de dissoudre la Chambre des représentants le 8 août 2005, sa propre organisation politique (non reconnue comme un parti politique car ne remplissant pas les critères nécessaires définis par la loi électorale des offices publics) en vue des législatives anticipées.
Elle prend le nom de « Nouveau parti Daichi », en référence au titre d'un des succès du chanteur folklorique de Hokkaidō Chiharu Matsuyama (un proche de Suzuki), Ōsora to Daichi no Naka de (大空と大地の中で, , littéralement « Au milieu de la Grande Terre et du ciel », Daichi renvoyant à l'île de Hokkaidō), qui devient l'hymne du mouvement. Suzuki s'entoure également à la tête du NPD de l'historienne aïnou Kaori Tahara, incluant dans son programme la défense des droits de cette minorité, ou encore l'ancien champion de saut à ski Masahiro Akimoto. Il présente alors le but de son mouvement en ces termes : « Je veux que ce parti soit celui des faibles et de ceux sans pouvoir. Les hommes politiques devraient travailler pour ceux qui sont désavantagés ou les régions qui sont sous-développées. »

## Élections législatives de 2005
Aux élections législatives du 11 septembre 2005, il présente une liste de trois noms au scrutin proportionnel plurinominal à Hokkaidō, menée par Muneo Suzuki suivi de Kaori Tahara et d'Izumi Tanaka, ainsi qu'un seul candidat au scrutin uninominal majoritaire à un tour, Masahiro Akimoto, dans le 1er district de Hokkaidō. Ce dernier n'obtient que 16 698 voix et 5,32 % des suffrages exprimés, soit la quatrième et dernière place, mais la liste Suzuki arrive en troisième position sur l'ensemble de l'île avec 433 938 voix (13,44 %, mais légèrement moins que les 485 382 votes et 17,47 % obtenus par Muneo Suzuki lors de l'élection à la Chambre des conseillers de 2004), derrière le Parti démocrate du Japon (33,79 %) et le PLD (29,14 %), mais devant le Nouveau Kōmeitō, troisième force politique du Japon au niveau national et allié des libéraux-démocrates au gouvernement. Le Nouveau parti Daichi obtient ainsi un élu sur les huit dont dispose le bloc proportionnel de Hokkaidō à la Chambre des représentants, et Muneo Suzuki retrouve donc son statut de parlementaire.
Par la suite, le Nouveau parti Daichi assure son assise locale et s'exporte même légèrement dans d'autres régions tout en restant centré sur Hokkaidō :
- le 9 avril 2006, le mouvement obtient un élu au conseil municipal de Kitami dans la sous-préfecture d'Abashiri au nord de l'île.
- le 26 octobre 2006 est créée dans le Kantō une branche locale baptisée « Conseil des Amis de Saitama du Nouveau parti Daichi ».
- lors de l'élection du gouverneur de Hokkaidō du 8 avril 2007, il soutient l'ancien député (ayant démissionner pour se présenter au poste de gouverneur) démocrate (mais, comme le veut la tradition au Japon, candidat comme indépendant) Satoshi Arai (investi également par le PDJ et le Parti social-démocrate), contre la sortante Harumi Takahashi (pour sa part supportée par les deux composantes de la coalition au pouvoir, le PLD et le Nouveau Kōmeitō). Toutefois, cette dernière bénéficie d'une assez forte popularité acquise lors de son premier mandat pour être largement réélue avec 59,83 % des suffrages contre 33,8 % à Arai[9].

## Élections à la Chambre des conseillers de 2007

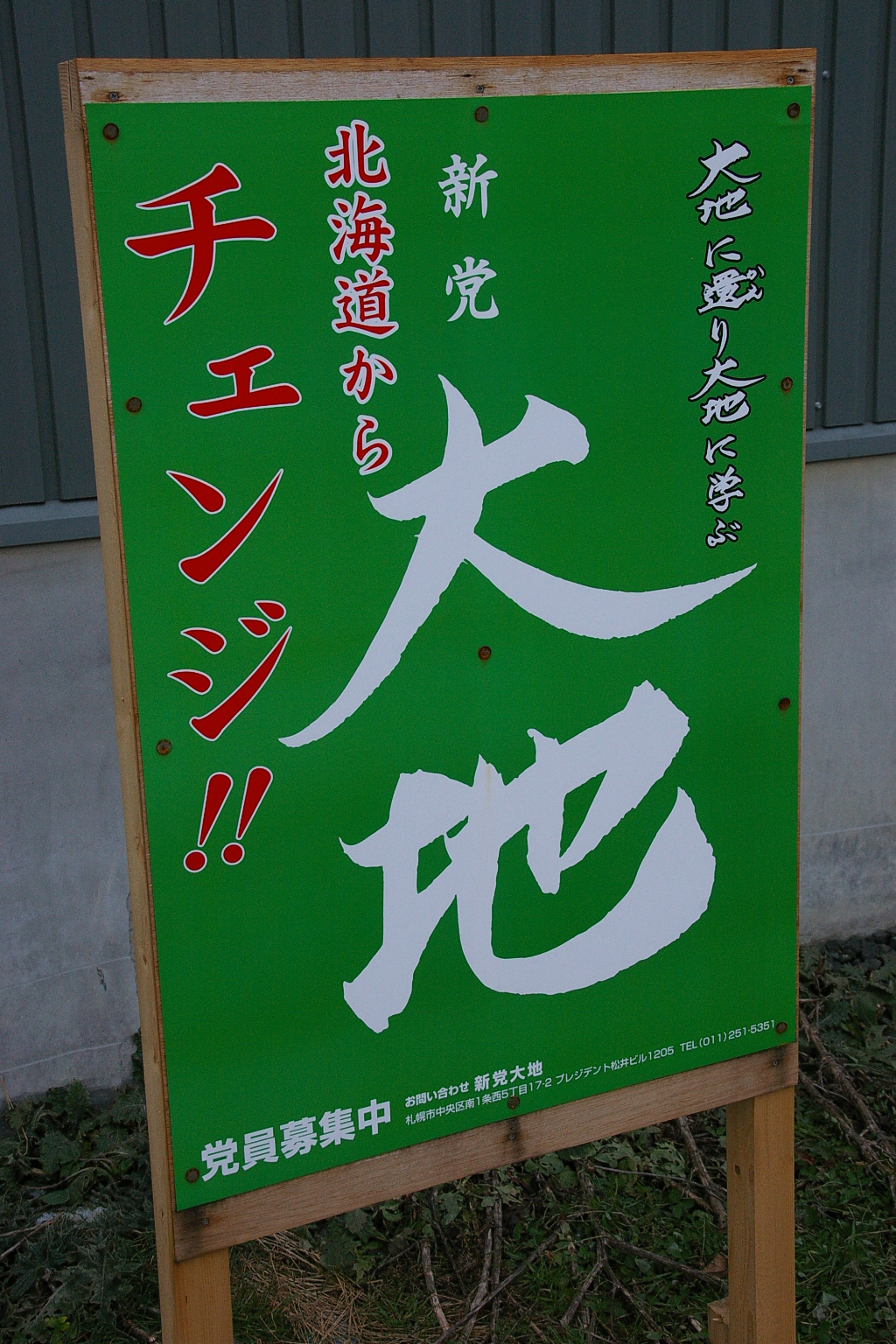
Affiche du Nouveau parti Daichi.

À l'occasion du renouvellement de la moitié des membres de la Chambre des conseillers du 29 juillet 2007, le NPD n'investit qu'une seule candidate, sa vice-présidente Kaori Tahara, qui se présente officiellement comme indépendante pour briguer l'un des deux sièges à pourvoir au vote unique non transférable à Hokkaidō. Elle est également soutenue par deux autres forces d'opposition : le PDJ (qui avance également un autre candidat, son conseiller sortant Katsuya Ogawa) et le Nouveau parti du peuple (le principal parti créé par des dissidents du PLD opposés à la privatisation de la poste en 2005). S'appuyant largement lors de sa campagne sur ses origines aïnou, estimant que « la reconnaissance de leur identité et de leurs droits en tant que peuple indigène est cruciale », et sur le poids resté fort localement de Muneo Suzuki malgré ses ennuis judiciaires passés, sa principale faiblesse semble être alors son manque de notoriété, ce qui n'était pas le cas notamment du seul aïnou à avoir jamais été élu à la Diète (à la Chambre des conseillers de 1994 à 1998, il n'avait de plus pas été élu en son nom propre mais avait succédé, en tant que suivant de liste, au titulaire initial du siège élu en 1992). Elle est finalement battue, mais relativement de peu, arrivant troisième sur huit candidats avec 621 497 voix et 21,98 % des suffrages (soit plus que la liste du NPD aux législatives de 2005), loin derrière le PDJ sortant Katsuya Ogawa (1 018 597 votes et 36,03 %) mais assez près de l'unique candidat de la majorité, le PLD lui aussi sortant Chūichi Date (757 463 voix et 26,79 %).
Par la suite, le NPD ne cesse de se rapprocher du PDJ et de ses alliés du NPP ou du PSD qui contrôlent désormais la Chambre des conseillers. Le 19 septembre 2008, Muneo Suzuki, unique parlementaire du Nouveau parti Daichi, rejoint le groupe commun formé à la Chambre des représentants par les cinq députés du NPP et un indépendant. Le 7 novembre suivant, il rencontre à Sapporo le président du PDJ et chef de l'opposition Ichirō Ozawa et se met d'accord avec lui pour des accords électoraux localement et nationalement. Ainsi, l'alliance entre les deux formations permet de présenter et de faire élire des candidats communs aux élections anticipées des maires de Kushiro (Hiroya Ebina) en novembre et de Kitami (Tsunehiko Kotani) le 21 décembre 2008.

## Élections législatives de 2009
Peu de temps après que le Premier ministre Tarō Asō, au plus bas dans les sondages, a annoncé le 13 juillet 2009 la tenue d'élections législatives pour le 30 août suivant (la dissolution étant officialisée par décret signé de l'empereur le 21 juillet), le Nouveau parti Daichi bénéficie d'un ralliement de poids. En effet, le 17 juillet, Eita Yashiro, ancien ministre des Postes et Télécommunications de Keizō Obuchi puis Yoshirō Mori de 1999 à 2000 et ancien conseiller puis député PLD de Tōkyō de 1983 à 2005 avant de faire partie des « rebelles postaux » (opposants à la privatisation de la poste en 2005 ayant quitté alors le parti majoritaire pour se présenter sous les couleurs de petits partis ou, dans le cas de Yashiro qui s'est fait battre, comme indépendants), rejoint le mouvement. Il en devient le président délégué, fonction créée pour lui, et figure en deuxième position sur la liste de quatre noms une nouvelle fois menée par Muneo Suzuki dans le bloc proportionnel de Hokkaidō. Celle-ci obtient un score légèrement inférieur à celui de 2005, avec 433 122 voix et 13,03 % des suffrages, mais se maintient comme la troisième force de Hokkaidō derrière le PDJ et le PLD.
Réélu, Muneo Suzuki, qui reste ainsi le seul parlementaire du mouvement, rejoint lors de l'ouverture de la première session extraordinaire de cette nouvelle législature, le 16 septembre 2009, le groupe du PDJ et indépendants, s'inscrivant ainsi dans la nouvelle majorité dominé par ces derniers sans toutefois rejoindre la coalition gouvernementale tripartite formée entre le PDJ, le PSD et le NPP. Il vote le même jour pour le chef des démocrates, Yukio Hatoyama, pour devenir le 60e Premier ministre. S'il ne participe pas au nouveau gouvernement, Suzuki obtient en échange dès le lendemain la présidence de la commission des affaires étrangères de la Chambre des représentants. Le PLD mais aussi certains membres de la coalition s'y opposent toutefois, du fait notamment qu'il soit toujours en procédure judiciaire pour corruption (condamné à deux ans de prison en 2004, il avait alors fait appel avant de saisir la Cour suprême en 2008 après que la haute cour de Tōkyō eut confirmé le premier jugement) : c'est le cas surtout des cinq députés de Votre Parti qui, après avoir eux aussi voté pour Hatoyama pour prendre la tête du cabinet, montrent leur mécontentement en passant dans l'opposition.

## Idéologie

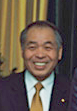
Muneo Suzuki

Le Nouveau parti Daichi est avant tourné autour de la personnalité de Muneo Suzuki et exclusivement implanté à Hokkaidō. Il défend ainsi une forte décentralisation, une plus grande autonomie et des mesures favorisant le développement économique (en mettant l'accent sur l'agriculture, la pêche mais aussi la promotion du tourisme et de l'investissement par le désenclavement de l'île passant par une hausse des vols à bas coût et la conclusion rapide de l'autoroute Hokkaidō) qui le rapproche du régionalisme. Il milite notamment pour la construction de gazoduc et oléoduc entre Sakhaline et Hokkaidō et pour les négociations d'un traité de paix avec la Russie allant dans le sens d'une récupération des quatre îles Kouriles méridionales revendiquées par le Japon. Il est de plus l'un des rares mouvements présents à la Diète à faire de la question des droits des Aïnous une de ses priorités, lutte symbolisée par sa vice-présidente Kaori Tahara, en réclamant dès le départ de leur appliquer la déclaration des droits des peuples autochtones de l'ONU. Si celle-ci fut approuvée par le Japon en 2007, ce n'est qu'en juin 2008 que la Diète, à l'unanimité de ses membres, a reconnu les Aïnous comme « peuple autochtone du Japon », à la suite notamment d'une intense activité de lobbying de Suzuki (alors qu'il s'était attiré les critiques des associations de défense des Aïnous en 2001, alors qu'il était encore membre du PLD, pour avoir déclaré « On peut dire que [le Japon] est une nation, une langue, un peuple. Il y a bien sûr les Aïnous, mais ils sont aujourd'hui largement assimilés » au reste de la population japonaise). Ainsi, de septembre 2007 à juillet 2008, il a envoyé pas moins de 16 requêtes parlementaires officielles demandant au gouvernement d'appliquer la Déclaration et de reconnaître les Aïnous comme un peuple autochtone.
Il est opposé au « néo-libéralisme » incarné par les réformes menées entre 2001 et 2006 par Jun'ichirō Koizumi (notamment la privatisation de la poste), et est ainsi généralement considéré comme conservateur. Il milite ainsi notamment pour un système de sécurité sociale basée sur les valeurs communautaires et la famille. Comme le PDJ, il demande l'unification des régimes de retraite, appelle à « briser la jungle bureaucratique » et veut interdire toutes donations venant d'entreprises à des partis politiques. Concernant la Constitution, s'il reconnaît qu'elle doive « être compatible avec notre temps », il s'oppose à toute remise en question de son aspect pacifique et de son article 9. De plus, il estime que tout déploiement des Forces japonaises d'autodéfense à l'étranger devrait se limiter à des missions humanitaires.